# Bayarsaikhan Jargalsaikhan
Bayarsaikhan Jargalsaikhan, född 14 mars 1986, är en mongolisk ishockey- och bandyspelare. När Mongoliet debuterade i Ishockey-VM (grupp D) i Irland 2007 och kom sist (femma) gjorde han lagets första mål, en reducering till 1-7 mot Luxemburg, i en match som Mongoliet förlorade med 1-10. Han har även spelat fem bandy-VM för Mongoliet, varav det senaste var 2015, och Asiatiska vinterspelen 2011.